# Крофнијада
Крофнијада је гастрономска манифестација која се одржава месту Иђош, у организацији Удружења жена ”Иђош”. Ово место је препознатљиво по домаћим крофнама, а сама манифестација се одвија од 2008. године. Идеја је одржавање традиције прављења крофни на старински начин, као и очување различитих рецепата за крофне из околних села. Ова манифестација је део прославе Дана села у Иђошу. 